# عین طلبه
عین طلبه (به عربی: عين الطلبة) یک شهرداری در الجزایر است که در استان عین تموشنت واقع شده‌است.
 عین طلبه ۶۴٫۲۹ کیلومتر مربع مساحت و ۱۲٬۹۳۳ نفر جمعیت دارد.